# Exorista rustica
Exorista rustica är en tvåvingeart som först beskrevs av Fallen 1810.  Exorista rustica ingår i släktet Exorista och familjen parasitflugor. Arten är reproducerande i Sverige. Inga underarter finns listade i Catalogue of Life.

## Bildgalleri

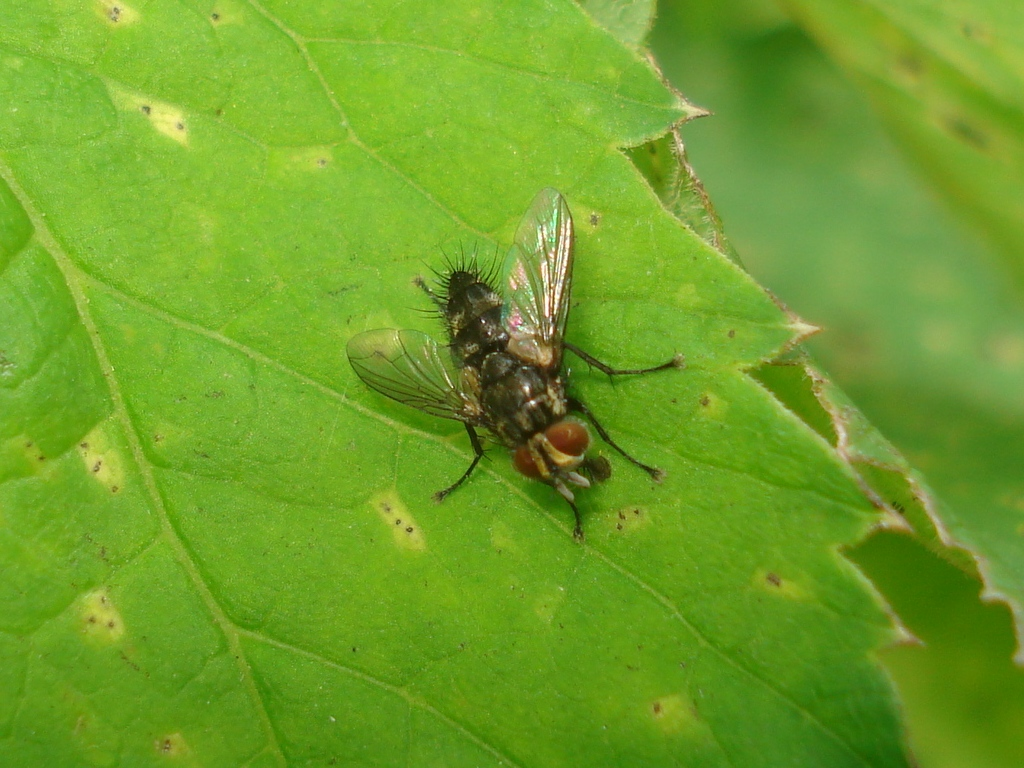